# Scheuer (Familienname)
Scheuer ist ein deutscher Familienname.

## Namensträger
- Alexander Scheuer (* 1968), deutscher Rechtsanwalt
- Amke Dietert-Scheuer (* 1955), deutsche Politikerin (Bündnis 90/Die Grünen)
- Andreas Scheuer (* 1974), deutscher Politiker (CSU)
- Chris Scheuer (* 1952), österreichischer Comiczeichner
- Christa Scheuer-Weyl (1941–2006), deutsche Publizistin, Journalistin und Übersetzerin
- Else Scheuer-Insel (1894–1967), deutsch-israelische Friedensaktivistin und Feministin
- Florian Scheuer (* 1980), deutscher Ökonom und Finanzwissenschaftler
- Friedrich G. Scheuer (* 1936), deutscher Maler
- Grete Scheuer (1900–1988), österreichische Schriftstellerin
- Georg Scheuer (1915–1996), österreichischer Journalist und Publizist
- Gerhart Scheuer (1935–2021), deutscher Politiker (CDU)
- Hans Jürgen Scheuer (* 1964), deutscher Literaturwissenschaftler
- Helmut Scheuer (* 1942), deutscher Germanist
- Herz Scheuer (1753–1822), deutscher Rabbiner
- James H. Scheuer (1920–2005), US-amerikanischer Politiker
- Jens Scheuer (* 1978), deutscher Fußballspieler und -trainer
- Jim Scheuer (* 1957), US-amerikanischer Musikpädagoge und Komponist
- Johann Anton Scheuer (1774–1849), deutscher Notar und Beamter
- Johann Nikolaus Scheuer (* 1950), deutscher Richter
- Löb Scheuer (1733–1821), deutscher Landesrabbiner
- Louis Scheuer (1872–1958), deutscher Lehrer, Autor, Theaterkritiker und Komponist
- Manfred Scheuer (* 1955), österreichischer Theologe, Bischof von Linz
- Michael Scheuer (* 1952), US-amerikanischer Autor
- Michel Scheuer (1927–2015), deutscher Kanute
- Norbert Scheuer (* 1951), deutscher Schriftsteller
- Oskar Scheuer (1876–1941), deutscher Hautarzt und Studentenhistoriker
- Oskar Scheuer (Politiker) (1877–1966), deutscher Jurist und liberaler saarländischer Politiker
- Paul Scheuer (Regisseur) (* 1944), luxemburgischer Filmregisseur, Drehbuchautor und Schauspieler
- Paul J. Scheuer (1915–2003), deutscher Chemiker und Hochschullehrer
- Peter Scheuer (Politiker) (1882–1944), deutscher Politiker (Zentrum)
- Peter Scheuer (Mediziner) (Peter Joseph Scheuer; 1928–2006), britischer Pathologe
- Peter Scheuer (Astronom) (1930–2001), deutsch-britischer Astronom
- Rudolf von Scheuer (vor 1873–1917), österreichischer Mediziner und Radrennfahrer
- Sandra Lee Scheuer (1949–1970), US-amerikanische Studentin und Massaker-Opfer
- Stephan Scheuer, deutscher Journalist und Autor
- Steven H. Scheuer (1926–2014), US-amerikanischer Film- und Fernsehkritiker
- Sven Scheuer (* 1971), deutscher Fußballtorwart
- Tine Scheuer-Larsen (* 1966), dänische Tennisspielerin
- Winfried Scheuer (* 1952), deutscher Designer und Hochschullehrer
- Walter Scheuer (Produzent) (1922–2004), US-amerikanischer Filmproduzent
- Walter Scheuer (1927–2012), österreichischer Schauspieler
- Wolfgang Scheuer (* 1935), deutscher Rechtsanwalt und Sportfunktionär